# Ľudo Zúbek
Ľudo Zúbek (ur. 12 lipca 1907 w Malackach, zm. 23 czerwca 1969 w Bratysławie) – słowacki pisarz. Pracował jako redaktor w radiu i w wydawnictwie Tatran oraz jako recenzent. Pisał sztuki radiowe, powieści historyczno-biograficzne o pisarzach, malarzach oraz działaczach społecznych i kulturalnych.

## Wybrane utwory
- Ján Kupecký (1938)
- V službách Mateja Hrebendu (1949)
- Skrytý prameň (1956, pl. Ołtarz mistrza Pawła, 1974)
- Zlato a slovo (1962)
- Farebný sen (1965)
- Gaudeamus igitur alebo Sladký život študentský (1965)
- Rytieri bez meča (1967)
- Jar Adely Ostrolúckej (1957, pl. Wiosna Adeli, 1975)
- Doktor Jesenius (1956, pl. Doktor Jesenius, 1976)